# Lidingö IF
Lidingö IF war ein schwedischer Eishockeyklub aus Lidingö, der drei Jahre lang an der höchsten schwedischen Spielklasse teilnahm.

## Geschichte
Lidingö IF nahm erstmals in der Saison 1927 an der Klass I i ishockey, der damals höchsten schwedischen Spielklasse, teil und belegte auf Anhieb den vierten Platz. Von 1927 bis 1929 trat die Mannschaft zudem in deren Nachfolgeliga Elitserien an. Darüber hinaus nahm der Lidingö IF in den 1920er und 1930er Jahren mehrfach an der damals noch im Pokalmodus ausgetragenen schwedischen Meisterschaft teil.
Später wurde der Verein durch den IFK Lidingö verdrängt.